# Somerset House
Somerset House is een gebouw aan de Strand in de City of Westminster in Londen. Het zeer grote neoklassieke rond 1800 gebouwde complex ligt aan de rivier de Theems.
In 1775 werd besloten om op de plek van het oude Somerset House, een paleis van de Tudors, een nieuw "nationaal gebouw" te maken om allerlei regeringsinstellingen die op vele verschillende adressen gevestigd waren, samen te brengen in een groot gebouw in het centrum van Londen. Het is ontworpen door de architect Sir William Chambers (1723-1796).
In het gebouw zijn in de 21e eeuw nog steeds overheidsinstellingen gevestigd. Ook zijn er verscheidene culturele instellingen, zoals het Courtauld Institute of Art, met de Courtauld Gallery, en de Royal Society of Literature. In de oostelijke vleugel is een deel van de universiteit King's College London gehuisvest.
Het gebouw komt voor in vele films, zoals Sense and Sensibility (1995), GoldenEye (1995), Tomorrow Never Dies (1997) en Last Chance Harvey (2008).